# Andrologia
L'andrologia (del grec andros 'home' i -logia estudi) és un nom per a l'especialitat mèdica que s'ocupa de la salut masculina, especialment en relació amb els problemes del sistema reproductor masculí i els problemes d'urològics que són únicament dels homes. És el paral·lel a la ginecologia, que tracta temes mèdics específics de la salut femenina, especialment la salut reproductiva i urològica.

## Procés
L'andrologia cobreix les anomalies dels teixits connectius relacionats amb els genitals, així com els canvis en el volum de les cèl·lules, com la hipertròfia genital o la macrogenitosomia.
Des del punt de vista reproductiu i urològic, els procediments mèdics i quirúrgics específics per a homes inclouen la vasectomia, la vasovasostomia (un dels procediments d'inversió de la vasectomia), l'orquidopèxia, la circumcisió, la criopreservació d'esperma/semen, la recuperació quirúrgica d'esperma, l'anàlisi del semen (per a la fertilitat o post-vasectomia), la preparació dels espermatozoides per a la tecnologia de reproducció assistida, així com la intervenció per tractar els trastorns genitourinaris masculins com els següents:
- Balanitis
- Carcinoma del penis
- Criptorquídia
- Epididimitis
- Epispàdies
- Disfunció erèctil
- Fre curt del prepuci
- Hidrocele
- Hipospàdies
- Infertilitat
- Micropenis
- Orquitis
- Parafimosi
- Fractura del penis
- Malaltia de Peyronie
- Fimosi
- Síndrome de dolor post-vasectomia
- Priapisme
- Càncer de pròstata
- Prostatitis
- Ejaculació retrògrada
- Vesiculitis seminal
- Espermatocele
- Càncer testicular
- Torsió testicular
- Varicocele